# Rocket Knight Adventures
Rocket Knight Adventures — видеоигра в жанре платформера, разработанная и изданная Konami в 1993 году эксклюзивно для игровой консоли Sega Mega Drive. Разработчиком этой игры стал Нобуя Наказато, известный по разработке игр серии Contra, таких как The Alien Wars, The Hard Corps и Shattered Soldier.

## Главный герой
Главный герой игры — опоссум-ракетный рыцарь по имени Спаркстер, который борется против большой армии свиней и роботов, часть из которых управляют различными военными транспортными средствами. У Спаркстера в вооружении меч, который может выбрасывать энергию на короткое расстояние, и ракетная экипировка, позволяющая ему летать и выполнять атаку в воздухе.

## Сюжет игры
Сюжет игры заключается в следующем: свиньи в экипировке  сражаются с опоссумами на территории Королевства Зефир (англ. Elhorn Erehwon), где живёт Спаркстер. Не стерпев страданий своего ни в чём не повинного народа, главный герой вспоминает военное прошлое, достаёт с пыльной полки меч, расчехляет летательный костюм, надевает ракетный ранец и улетает на борьбу с захватчиками.

## Игровой процесс
В игре 7 уровней и 4 типа сложности: Easy, Hard, Very Hard, Crazy Hard. В Японской и Европейской версиях игры — изначально доступны первые 2 типа сложности (Японская — Normal и Hard / Европейская — Easy и Hard). В Американской версии игры все 4 типа сложности доступны изначально (Children, Easy, Normal, Hard). После прохождения на сложности Easy или Hard — открывается сложность Very Hard. После прохождения сложности Very Hard — открывается сложность Crazy Hard. На сложности Crazy Hard — главный герой начинает с одной жизнью без продолжений и его убивают с первого удара. При прохождении сложности Crazy Hard в конце игры будет надпись «Поздравляем!! Вы очень, очень сильны!!» (англ. «Congratulations!! You are very very strong!!»). На какой бы сложности не была пройдена игра, количество уровней всегда фиксировано. На сложности Easy после победы над финальным боссом будет показана концовка в виде поздравительных титров. На сложности Hard в конце нужно будет спускаться на землю из космоса в спасательной капсуле, попутно уворачиваясь от атак того, что осталось от финального босса. После этого будет показана полноценная концовка.

## Портирования и другие версии игры
Konami планировала выпустить порт Rocket Knight Adventures для Super NES, однако релиз так и не состоялся (поэтому версия игры для Sega Mega Drive считается эксклюзивной).
Впрочем, в 1994 году на Sega Mega Drive и Super NES появилась игра Sparkster. Версия игры для Sega Mega Drive имела название Sparkster: Rocket Knight Adventures 2, а версия игры для Super NES — Sparkster.
Однако, следует заметить, что версия игры Sparkster для приставки Sega Mega Drive была логическим продолжением Rocket Knight Adventures.
В октябре 2009 года Konami объявила о выходе на свет в 2010 году игры Rocket Knight для PlayStation 3, Xbox 360 и PC. Разработчик игры — британская компания Climax Group. Релиз игры состоялся с 12 мая по 26 июня 2010 года.
Sparkster также появлялся как игровой персонаж в игре Krazy Kart Racing и в скрытой концовке Contra: Shattered Soldier.